# Sundini község
Sundini község (feröeriül: Sunda kommuna) egy község Feröeren. Eysturoy északnyugati és Streymoy északkeleti részén, a Sundini mentén fekszik. Az egyetlen község, amely két régió között oszlik meg. A Føroya Kommunufelag önkormányzati szövetség tagja.

## Történelem
A község 1944-ben jött létre Eiði községből való kiválással.
A község 2004-ig csak Norðskáli, Oyrarbakki és Oyri településeket foglalta magába. A jelenlegi község elődjének az az önkormányzati együttműködés tekinthető, ami az akkori Sundini község mellett Hósvík, Hvalvík és Haldarsvík községekre terjedt ki. 2003-ban született döntés az egyesülésről, amelyhez a fentieken kívül Gjógv és Saksun községek is csatlakoztak, így alakult meg 2005. január 1-jén az új Sundini község.

## Önkormányzat és közigazgatás

### Települések
| Település   | Népesség | Mióta a község része | Előző község      | Megjegyzés         |
| ----------- | -------- | -------------------- | ----------------- | ------------------ |
| Gjógv       | 29       | 2005. január 1.      | Gjógv község      |                    |
| Haldarsvík  | 107      | 2005. január 1.      | Haldarsvík község |                    |
| Hósvík      | 337      | 2005. január 1.      | Hósvík község     |                    |
| Hvalvík     | 253      | 2005. január 1.      | Hvalvík község    |                    |
| Langasandur | 45       | 2005. január 1.      | Haldarsvík község |                    |
| Nesvík      | 0        | 2005. január 1.      | Hvalvík község    |                    |
| Norðskáli   | 316      | 1944                 | Eiði község       |                    |
| Oyrarbakki  | 173      | 1944                 | Eiði község       | A község székhelye |
| Oyri        | 176      | 1944                 | Eiði község       |                    |
| Saksun      | 10       | 2005. január 1.      | Saksun község     |                    |
| Streymnes   | 317      | 2005. január 1.      | Hvalvík község    |                    |
| Tjørnuvík   | 48       | 2005. január 1.      | Haldarsvík község |                    |

### Polgármesterek
- Kim Durhuus (2009–)[6]
- Heðin Zachariasen (2005–2008)[7]

## Népesség
| Év              | Lakosság |
| --------------- | -------- |
| 1986. január 1. | 446      |
| 1991. január 1. | 475      |
| 1996. január 1. | 425      |
| 2001. január 1. | 455      |
| 2006. január 1. | 1556     |